# León
|  | Per a altres significats, vegeu «León (desambiguació)». |

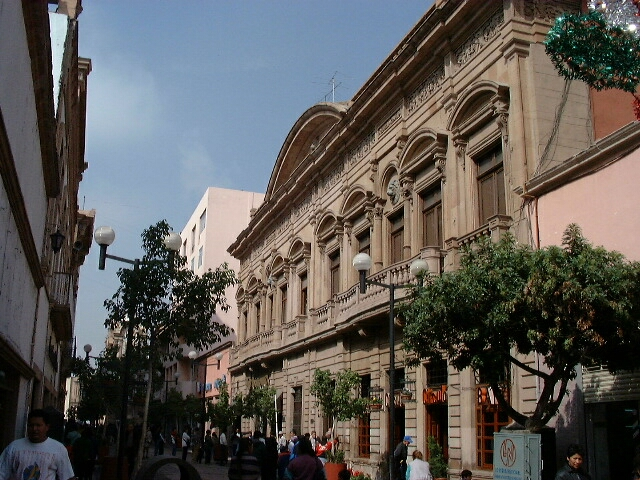
Carrer del centre històric de la ciutat de León

La ciutat mexicana de León (oficialment León de los Aldama) és la més gran de l'estat de Guanajuato i la sisena més gran de Mèxic, amb 1,2 milions d'habitants. León és un centre industrial molt important de la regió del Bajío (l'altiplà mexicà envoltat per la sierra Madre oriental) al centre del país, famós pels seus productes de cuir i sabates que s'exporten a molts països, especialment als Estats Units i el Japó. Per això, la ciutat és coneguda a Amèrica com la capital del calçat.
La vila de León va ser fundada el 20 de gener de 1576 com a guarnició pels espanyols en guerra contra el poble amerindi txitximeca de la regió. Va ser anomenada León en honor del poble natal del llavors virrei de la Nova Espanya, Don Martín Enríquez de Almanza. Quatre anys més tard va rebre el rang d'alcaldia major.